# Festival Theatre
Festival Theatre (dříve Empire Palace Theatre a Empire Theatre) je budova v Edinburghu ve Spojeném království. Již od roku 1830 se na jejím místě nacházela divadla, to současné bylo postaveno podle návrhu architekta Franka Matchama a otevřeno 7. listopadu 1892 pod názvem Empire Palace Theatre. Původní kapacita byla 3000 návštěvníků. Dne 9. května 1911 došlo při představení v divadle k požáru, všichni návštěvníci stihli budovu opustit, lidé ze zákulisí však nikoliv; zemřel mj. Sigmund Neuberger (The Great Lafayette). Po třech měsících došlo ke znovuotevření divadla. Od 70. let divadlo neslo zkrácený název Empire Theatre. V první polovině 90. let došlo k rekonstrukci, čelní strana byla nahrazena prosklenou konstrukcí a v červnu 1994 došlo ke znovuotevření divadla pod novým názvem Festival Theatre s kapacitou 1915 sedících návštěvníků. V průběhu let v divadle vystupovali například David Bowie, John Cale, John Mayall, Van Morrison a Emerson, Lake & Palmer.